# Kenia op de Gemenebestspelen

Vlag van Kenia

Kenia is een van de landen die deelneemt aan de Gemenebestspelen (of Commonwealth Games). Sinds 1954 nam Kenia zeventienmaal deel. Op deze zeventien deelnames behaalde het in totaal 258 medailles.

## Medailles
| Kenia op de Gemenebestspelen | Kenia op de Gemenebestspelen | Kenia op de Gemenebestspelen | Kenia op de Gemenebestspelen | Kenia op de Gemenebestspelen | Kenia op de Gemenebestspelen |
| ---------------------------- | ---------------------------- | ---------------------------- | ---------------------------- | ---------------------------- | ---------------------------- |
| Jaar                         | Goud                         | Zilver                       | Brons                        | Totaal                       | Rang                         |
| 1954                         | -                            | -                            | -                            | -                            | /                            |
| 1958                         | -                            | -                            | 2                            | 2                            | 20                           |
| 1962                         | 2                            | 2                            | 1                            | 5                            | 9                            |
| 1966                         | 4                            | 1                            | 3                            | 8                            | 8                            |
| 1970                         | 5                            | 3                            | 6                            | 14                           | 5                            |
| 1974                         | 7                            | 2                            | 9                            | 18                           | 5                            |
| 1978                         | 7                            | 6                            | 5                            | 18                           | 4                            |
| 1982                         | 4                            | 2                            | 4                            | 10                           | 9                            |
| 1990                         | 6                            | 9                            | 3                            | 18                           | 7                            |
| 1994                         | 7                            | 4                            | 8                            | 19                           | 5                            |
| 1998                         | 7                            | 5                            | 4                            | 16                           | 8                            |
| 2002                         | 4                            | 8                            | 4                            | 16                           | 12                           |
| 2006                         | 6                            | 5                            | 7                            | 18                           | 10                           |
| 2010                         | 12                           | 11                           | 10                           | 33                           | 5                            |
| 2014                         | 10                           | 10                           | 5                            | 25                           | 9                            |
| 2018                         | 4                            | 7                            | 6                            | 17                           | 14                           |
| 2022                         | 6                            | 5                            | 10                           | 21                           | 13                           |